# XZR II
XZR II (エグザイルII 時の狭間に?, XZR II: Toki no Hazama ni) è un videogioco action RPG sviluppato nel 1988 da Telenet per PC-88 e PC-98. Convertito per Sega Mega Drive con il titolo Exile, il gioco costituisce il seguito di XZR.
La versione per Mega Drive presenta numerose censure, tra cui la rimozione di alcuni livelli e la modifica di alcuni nomi per eliminare ogni riferimento religioso o a sostanze stupefacenti. È inoltre criticata per una localizzazione inglese di scarsa qualità.

## Trama
Ambientato in Medio Oriente nel periodo delle Crociate, il protagonista di Exile è l'assassino siriano Sadler.

## Modalità di gioco
Il videogioco è un action RPG con elementi platform.
All'interno della versione per PC-88 è presente un minigioco come easter egg.